# Zeche Christians Erbstollen
Die Zeche Christians Erbstollen, auch Christian-Stolln oder Zeche Christians Erbstolln, ist eine ehemalige Stollenzeche in Laer-Steinkuhl. Das Bergwerk war von 1768 bis 1898 fast 130 Jahre in Betrieb und wurde im Jahr 1850 umbenannt in Zeche Christiansburg.

## Geschichte

### Die Anfänge
Die erste Mutung für das Feld Christian erfolgte bereits im Jahr 1768. Im Jahr 1786 erfolgte die Mutung für Christian Erbstollen. Am 14. März 1789 erfolgte die Verleihung des Längenfeldes Christian Nr. 1 und der Erbstollengerechtigkeit. In der ersten Hälfte des 19. Jahrhunderts wurde ein Stollen mit einer Länge von 100 Metern in südöstlicher Richtung aufgefahren, dieser Stollen wurde auch Christian-Stolln genannt. Es wurde nur geringer Steinkohlenabbau betrieben, der Stollen wurde wieder verlassen und verbrach im Laufe der Jahre. Das Stollenmundloch lag etwa 200 Meter östlich eines Schachtes der späteren Zeche Alte Steinkuhle.

### Die weiteren Jahre
1834 erfolgten neue Mutungen für die Felder Christian Nr. 2 und Nr. 3. Im Jahr 1844 war die Lösung durch den Egmont Erbstollen beabsichtigt, sie wurde jedoch nicht durchgeführt. Nachdem das Bergwerk 1846 in Betrieb war, erfolgte am 8. Mai 1850 die Verleihung des Geviertfeldes Christiansburg. Das Feld bestand aus dem Feld Christians Erbstollen, Christian Nr. 1 sowie dem Beilehen Christiansburg. Anschließend erfolgte die Umbenennung in Zeche Christiansburg.

### Christiansburg
Nach der Umbenennung der Berechtsame im Jahr 1850 war das Bergwerk vermutlich in Betrieb. Die Berechtsame hatte eine Größe von 0,9 km². Im Jahr 1894 wurden der westliche Feldesteil an die Zeche Berneck und der östliche Feldesteil an die Zeche Julius verpachtet. 1898 wurde die gesamte Berechtsame an die Zeche Julius Philipp verkauft.